# GS1 DataBar
GS1 DataBar (poprzednio znane jako Reduced Space Symbology (RSS)) – rodzina symbolik wprowadzana przez organizację GS1 w celu umożliwienia znakowania kodami kreskowymi małych przedmiotów (np. niektórych narzędzi wykorzystywanych w medycynie). Pełna implementacja symbolik w systemie GS1 ma nastąpić do 2010 roku. Wyróżnia się kilka typów kodów wchodzących w skład specyfikacji:
- RSS-14[2] – numeryczny liniowy kod kreskowy o stałej długości kodujący czternastocyfrowy kod GTIN-14 (Identyfikator zastosowań 01). Istnieje możliwość odczytywania kodu w dowolnym kierunku.
  - Skrócony RSS-14[3] – symbolika RSS-14, w której wysokość kresek została zmniejszona. Dzięki temu niezbędne jest mniej miejsca jej na umieszczenie. Jednakże dopuszczalny jest tylko odczyt jednokierunkowy.
  - Spiętrzony RSS-14[4] – dwuwymiarowa piętrowa modyfikacja symboliki skrócony RSS-14. Ciąg cyfr kodowany jest w dwóch wierszach, co zapewnia mniejszą wymaganą szerokość kodu. Podobnie jak w skróconym RSS-14 możliwy jest tylko jeden kierunek odczytywania kodu.
  - Spiętrzony Wielokierunkowy RSS-14[5] – odmiana kodu Spiętrzony RSS-14 umożliwiająca odczyt w dowolnym kierunku, kosztem zajmowanego miejsca.
- Ograniczony RSS[6] – numeryczny liniowy kod kreskowy o stałej długości kodujący czternastocyfrowy kod GTIN-14. Umożliwia odczyt tylko w jednym kierunku. Dodatkowym wymaganiem jest, by pierwsza cyfra (cyfra wskaźnikowa) GTIN miała wartość 0 lub 1.
- Rozszerzony RSS[7] – alfanumeryczny liniowy kod kreskowy o zmiennej długości.
  - Rozszerzony Spiętrzony RSS[8] – dwuwymiarowa piętrowa odmiana kodu Rozszerzony RSS. Dopuszczalne jest stosowanie do jedenastu wierszy w symbolu.

Istnieje również odmiana kodu złożonego wykorzystująca symboliki RSS oraz PDF417 lub Micro PDF417.